# Evolved Sea Sparrow
RIM-162 Evolved Sea Sparrow Missile (ESSM) er et skibsaffyret luftforsvarsmissil med middel rækkevidde. Det er primært produceret af udvikleren Raytheon, men en del andre lande tager også del i udviklingen.

## Udvikling
ESSM er en videreudvikling af RIM-7 Sea Sparrow-systemet, og er udviklet som en erstatning for dette. Missilet er i stand til at nedskyde moderne antiskibsmissiler. Projektet blev sat i værk på grund af udviklingen af sovjetiske antiskibsmissiler såsom SS-N-22 Sunburn og SS-N-26 Stroblile missilerne som begge er i stand til at flyve væsentligt hurtigere, er udstyret med gode ECCM-egenskaber og er i stand til at udføre meget komplekse manøvrer i forhold til tidligere missiler. Videreudviklingen betød at dele af fremdrivningselektronikken samt fremdrivningssystemet blev moderniseret. Andre komponenter såsom den afstandsbestemte tændsats samt selve kroppen har fået et helt nyt design. Det eneste der er tilbage, uændret, er sprænghovedet. Kompatibiliteten mellem missilet og den hardware der findes på skibene (såsom missillauncher og ildledelsessystem) betyder at man ikke behøver at udskifte værdifuldt hardware på skibene, da missilerne allerede kan benytte det eksisterende udstyr. Kun en software opdatering samt en mindre fysisk ændring på launcheren er nødvendig.
Designfasen for ESSM begyndte i 1988 og var domineret af firmaerne Hughes og Raytheon. Selvom Hughes vandt udbuddet for produktionen i 1995, indgik de et joint venture med Raytheon. Sidstnævnte købte Hughes to år senere. De første tests fandt sted i 1997. Man begyndte med simple testaffyringer og afsluttede prøvefasen med adskillige affyringer på stærkt manøvrerende, lavtgående og supersoniske mål. Den første serieproducerede testversion blev leveret til US Navy i 2002, og blev taget i brug året efter. Den endelige version blev sat i serieproduktion i januar 2004. I marts 2008 meddelte Raytheon at der var leveret over 650 missiler.

## Teknik
Selvom ESSM er baseret på RIM-7P Sea Sparrow-systemet, er det reelt set et helt nyt missil. Kun selve sprænghovedet er bibeholdt fra det tidligere missil (tændsatsen er ændret). For at manøvrere er missilet udstyret med fire vinger ved foden der gør missilet yderst manøvredygtigt, kombineret med en forstærket krop, gør det missilet i stand til at foretage drej på op til 50 G. Missilet er udstyret med et præprogrammeret styringssystem der modtager måldata umiddelbart før affyring, der gør missilet i stand til at "planlægge" den korteste rute til målet. Målsøgningen er primært styret ved hjælp af radarhovedet i missilet. Missilet benytter desuden et inertialnavigationssystem samt et datalink til moderenheden, der via sin stærkere radar, er i stand til at sende opdaterede målpositioner til missilets radar, som så kan blive rettet ind mod målet. I de sidste sekunder inden det rammer målet er det dog kun missilets egen radar der styrer missilet. Denne fremgangsmåde gør det muligt, i et tilfælde af et angreb, at affyre et stort antal missiler, selvom man ikke har ildledelsesradarer nok til at at styre hvert missil hele tiden. ESSM-systemet kan benytte et større antal forskellige ildledelsesradarer (se afsnit: platforme). Disse skal transmittere enten i S-Båndet (2 – 4 GHz) eller i X-Båndet (7 – 12 GHz), da radarsøgehovedet kan benytte begge frekvensbånd til målsøgning, hvorved systemet, kombineret med eksempelvis HOJ-systemet, udviser en stor modstandsevne mod ECM. Derudover kan systemet også benyttes mod langsomme mål (eksempelvis helikoptere) og skibe.

## Versioner
- RIM-162A: Version for skibe med Mk 41 VLS og AEGIS systemet.
- RIM-162B: Version for skibe med Mk 41 VLS uden AEGIS systemet.
- RIM-162C: Version for skibe med Mk 48 og Mk 56 VLS
- RIM-162D: Version for skibe med den opgraderede version af Mk 29 GMLS.

I Mk 41 VLS-systemet har ESSM evnen til at blive "kvartet-pakket" hvilket betyder at hver celle der tidligere indeholdt 1 missil nu kan indeholde 4 missiler.

## Platforme
ESSM-systemet blev designet til at fungere på mange forskellige platforme, og en sådan platform skal også have en ildledelsesrader der er i stand til at styre ESSM mod sit mål.
Følgende ildledelsesradarsystemer er i stand til at styre et ESSM:
- AN/SPY-1 
  - bliver blandt andet brugt af: Ticonderoga-klassen, Arleigh Burke-klassen, Fridtjof Nansen-klassen, Álvaro de Bazán-klassen
- APAR 
  - Bliver blandt andet brugt af: Iver Huitfeldt-klassen, De Zeven Provinciën-klassen, Sachsen-klassen
- AN/SPG-60 
  - Bliver blandt andet brugt af: Oliver Hazard Perry-klassen og Tarawa-klassen
- Mk-95
  - Bliver blandt andet brugt af: Lupo-klassen
- CEROS 
  - Bliver blandt andet brugt af: Absalon-klassen, Iver Huitfeldt-klassen, Knud Rasmussen-klassen, Skjold-klassen, Visby-klassen
- SMART-L 
  - Bliver blandt andet brugt af: Iver Huitfeldt-klassen, De Zeven Provinciën-klassen, Sachsen-klassen, Daring-klassen